# مرج، ادلب
مرج (به عربی: المرج) یک روستا در سوریه است که در ناحیه محمبل واقع شده‌است. مرج ۵۴۷ نفر جمعیت دارد.